# Arratzola
L'elizate d'Arratzola est un quartier de la commune biscaïenne d'Atxondo depuis 1962, situé dans la Communauté autonome basque (Espagne), et fait partie de la comarque du Durangaldea.
Arratzola était une commune indépendante de la Merindad de Durango, elle faisait partie des juntes tout comme les villages d'Axpe-Martzaa et d'Apatamonasterio. Ces elizates vont former entre autres la commune Atxondo.

## Situation
Situé juste sous la montagne d'Anboto, de 1 331 mètres d'altitude, il forme un petit centre rural. Sa localisation, juste sous les falaises du Durangaldea, lui confère un caractère paysager particulier.
Dans les environs, et ce jusqu'au début du XXe siècle, il y avait des mines de fer et de cuivre. Pour son exploitation, un chemin de fer minier avait été construit mais il a été démonté durant les années 1960. C'est depuis les années 1990, un sentier pédestre. Il y a plusieurs moulins à eau bien conservés, ainsi que quelques architectures traditionnelles basques très intéressantes, ainsi que la (ferme) la plus ancienne de Biscaye.

## Histoire
Comme toutes les elizates, son origine se confond dans celles de la Lur Laua de Biscaye. Il n'y a pas de traces de sa fondation, mais les objets préhistoriques trouvés dans les grottes aux alentours témoignent d'une présence humaine sur ces terres depuis les temps les plus reculés.
Pendant la guerre des bandes il a aussi appartenu aux Oñaciens. L'influence du seigneur de Marzana s'étendait dans toute la vallée. Comme membre de la Merindad de Durango, il disposait d'un siège et d'un vote dans ses Assemblées (fors), et était régie par un fidèle.
Esteban de Úrizar était l'héritier d'une casa solar ou oinetxe ou maison traditionnelle basque, celle de Úrizar, capitaine général des armées et gouverneur du Pérou pendant le règne Philippe V.
En 1510 on a constitué la paroisse de San Miguel où se trouvait un ermitage par consentement de Juan Sáez et Sancho Martínez, auxquels les Rois Catholiques avaient donné le privilège de patrons perpétuels de cette dernière.[Quoi ?]
L'économie de cette elizate est basée sur l'agriculture et l'élevage du bétail. La vallée, entourée des plus hautes montagnes du secteur, il s'ouvrent des terrains plats propices pour le pâturage et la l'agriculture. Il y a aussi production d'herbes médicinales. L'activité minière est connue car de 1739 à 1751,  des mines de cuivre et de jaspe ont été exploitées.
Au début du XXe siècle, on a rouvert les mines et on a construit un chemin de fer pour le transport du minerai. L'exploitation des mines au XXe siècle a fait venir à la localité des gens de condition et d'origine très diverses. L'activité minière a été réduite durant les années 1920, mais quelques mines, La Profunda, La Caprichosa, Violeta et La Preciosa, sont restées en activité jusqu'au milieu du siècle.
Le chemin de fer minier a été inauguré le 1er février 1904 et a été fermé en 1950. La ligne de voie étroite parcourait la vallée depuis Apatamonasterio, où elle reliait la branche de Durango - Elorrio, jusqu'à Arratzola, au pied de la zone minière, au lieu appelé "El tope". Ce chemin de fer a transporté du minerai jusqu'en 1925, et depuis lors jusqu'à sa fermeture a été utilisé pour le transport de bois et de voyageurs.

### Sources
- (es)/(eu) Cet article est partiellement ou en totalité issu des articles intitulés en espagnol « Arrazola » (voir la liste des auteurs) et en basque « Arratzola » (voir la liste des auteurs).